# Paul Busque
Pour les articles homonymes, voir Busque (homonymie).
Paul Busque, né le 12 juin 1960 à Saint-Benoît-Labre au Québec,  est un homme d'affaires et homme politique québécois. 
Il est député à l'Assemblée nationale du Québec de la circonscription de Beauce-Sud de 2015 à 2018.

## Biographie
Né le 12 juin 1960 à Saint-Benoît-Labre au Québec, Paul Busque est directeur et propriétaire d'un supermarché, directeur des opérations pour Busque et Laflamme, directeur général d'un concessionnaire automobile et propriétaire de Les Bois Busque.
En novembre 2015, il est élu député libéral dans Beauce-Sud dans le cadre d'une élection partielle. Pendant son mandat, il est adjoint parlementaire au ministre responsable de l'Administration gouvernementale et de la Révision permanente des programmes et président du Conseil du trésor du 26 octobre 2016 au 6 février 2017, vice-président de la Commission de l'économie et du travail du 8 février au 18 octobre 2017 et adjoint parlementaire à la ministre de l'Économie, de la Science et de l'Innovation du 18 octobre 2017 au 10 mai 2018, puis de nouveau du 15 juin au 23 août 2018. Il est défait en 2018.

## Résultats électoraux
|                                                                                               | Nom                   | Parti               | Nombre de voix | %      | Maj.   |
| --------------------------------------------------------------------------------------------- | --------------------- | ------------------- | -------------- | ------ | ------ |
|                                                                                               | Samuel Poulin         | Coalition avenir    | 20 936         | 62,7 % | 13 978 |
|                                                                                               | Paul Busque (sortant) | Libéral             | 6 958          | 20,8 % | -      |
|                                                                                               | Diane Vincent         | Québec solidaire    | 1 934          | 5,8 %  | -      |
|                                                                                               | Guillaume Grondin     | Parti québécois     | 1 374          | 4,1 %  | -      |
|                                                                                               | Milan Jovanovic       | Conservateur        | 830            | 2,5 %  | -      |
|                                                                                               | Hans Mercier          | Parti 51            | 700            | 2,1 %  | -      |
|                                                                                               | Cassandre Poulin      | Vert                | 500            | 1,5 %  | -      |
|                                                                                               | Jean Paquet           | Citoyens au pouvoir | 170            | 0,5 %  | -      |
| Total                                                                                         | Total                 | Total               | 33 402         | 100 %  |        |
| Le taux de participation lors de l'élection était de 69,1 % et 467 bulletins ont été rejetés. |                       |                     |                |        |        |

|                                                                                               | Nom             | Parti            | Nombre de voix | %      | Maj.  |
| --------------------------------------------------------------------------------------------- | --------------- | ---------------- | -------------- | ------ | ----- |
|                                                                                               | Paul Busque     | Libéral          | 9 996          | 52,2 % | 3 759 |
|                                                                                               | Tom Redmond     | Coalition avenir | 6 237          | 32,6 % | -     |
|                                                                                               | Renaud Fortier  | Parti québécois  | 1 429          | 7,5 %  | -     |
|                                                                                               | Milan Jovanovic | Conservateur     | 615            | 3,2 %  | -     |
|                                                                                               | Diane Vincent   | Québec solidaire | 405            | 2,1 %  | -     |
|                                                                                               | Vanessa Roy     | Option nationale | 290            | 1,5 %  | -     |
|                                                                                               | Robert Genesse  | Indépendant      | 175            | 0,9 %  | -     |
| Total                                                                                         | Total           | Total            | 19 147         | 100 %  |       |
| Le taux de participation lors de l'élection était de 39,8 % et 195 bulletins ont été rejetés. |                 |                  |                |        |       |